# Michael Barnathan
Michael Barnathan (* 1958) ist ein US-amerikanischer Filmproduzent.

## Leben
Barnathan ging an der Great Neck South High School zur Schule und schloss 1980 an der NYU Film School sein Studium ab. Er produzierte Teile der Filmreihen Harry Potter, Fantastic Four (Fantastic Four und Fantastic Four: Rise of the Silver Surfer) und Nachts im Museum. Seinen bisher größten Erfolg erzielte Barnathan 2012 mit der Romanverfilmung The Help mit Emma Stone in der Hauptrolle, für welchen er für einen BAFTA-Award und einen Academy Award nominiert wurde.

## Filmografie (Auswahl)
Als Produzent
- 1988: Fight Back (Fernsehfilm)
- 1988: Ein tödlicher Fehler (Unholy Matrimony, Fernsehfilm)
- 1995: Nine Months
- 1996: Versprochen ist versprochen (Jingle All the Way)
- 1998: Seite an Seite (Stepmom)
- 1999: Der 200 Jahre Mann (Bicentennial Man)
- 2001: Monkeybone
- 2003: Im Dutzend billiger (Cheaper by the Dozen)
- 2004: Verrückte Weihnachten (Christmas with the Kranks)
- 2005: Rent
- 2006: Nachts im Museum (Night at the Museum)
- 2009: Nachts im Museum 2 (Night at the Museum: Battle of the Smithsonian)
- 2009: I Love You, Beth Cooper
- 2010: Percy Jackson – Diebe im Olymp (Percy Jackson & the Olympians: The Lightning Thief)
- 2011: The Help
- 2013: Percy Jackson – Im Bann des Zyklopen (Percy Jackson: Sea of Monsters)
- 2018: The Christmas Chronicles
- 2020: The Christmas Chronicles: Teil zwei (The Christmas Chronicles: Part Two)
- 2023: Chupa

Als Executive Producer
- 1986: Auf den Schwingen des Adlers (On Wings of Eagles, Fernsehserie)
- 1987: Uncle Tom’s Cabin (Fernsehfilm)
- 1990: The Kennedys of Massachusetts (Fernsehserie)
- 1992: Die Herbstzeitlosen (Used People)
- 2001: Harry Potter und der Stein der Weisen (Harry Potter and the Philosopher’s Stone)
- 2002: Harry Potter und die Kammer des Schreckens (Harry Potter and the Chamber of Secrets)
- 2004: Harry Potter und der Gefangene von Askaban (Harry Potter and the Prisoner of Azkaban)
- 2005: Fantastic Four
- 2007: Fantastic Four: Rise of the Silver Surfer

## Auszeichnungen
- 2002: Hugo Award: Nominierung in der Kategorie Beste dramatische Präsentation für Harry Potter und der Stein der Weisen
- 2012: Black Reel Award: Auszeichnung in der Kategorie Bester Film für The Help
- 2012: AFI Award: Auszeichnung in der Kategorie Film des Jahres für The Help
- 2012: BAFTA Award: Nominierung in der Kategorie Bester Film für The Help
- 2012: Oscar: Nominierung in der Kategorie Bester Film für The Help